# Beams
"Beams" (estilizado como BEAMS) é o terceiro single da banda japonesa de rock Kuroyume, lançado em 13 de outubro de 1995. A canção foi usada em um comercial das fitas cassete Maxell, com o vocalista Kiyoharu estrelando no comercial.
"Beams" apresenta uma estética contrária as bandas de visual kei da época, com visuais mais pop em vez de sombrios. É considerado o ponto de partida do sucesso da banda, sendo o primeiro a receber uma certificação pela RIAJ.
Em 2006, a banda AcQuA-E.P. incluiu um cover de "Beams" em seu single "Re:dear" de 2006. Em 2009, Kiyoharu regravou a canção para seu álbum solo de regravações da banda Kuroyume Self Cover Album "Medley". Para o álbum de tributo Fuck the Border Line, Yamaarashi e Moonmin fizeram um cover da canção em 2011. No mesmo ano, o girl group Blistar fez um cover para o EP BLiSTAR ROCKIN’ COVERS ~Rock&Sexy~.

## Desempenho comercial
"Beams" chegou ao sexto lugar na Oricon Singles Chart, ficando na parada por 14 semanas. Vendeu 348,540 cópias enquanto esteve na parada, tornando-se o segundo single mais vendido do grupo, atrás apenas de "Shōnen".
Em novembro de 1995 foi certificado disco de ouro pela RIAJ.

## Faixas
Todas as letras escritas por Kiyoharu. 
| N.º | Título                        | Duração |  |
| 1.  | "Beams"                       | 4:56    |  |
| 2.  | "Baby Glamorous"              | 4:36    |  |
| 3.  | "Beams Original Instrumental" | 4:52    |  |

## Ficha técnica
- Kiyoharu – vocais
- Hitoki – baixo